# З новим роком, мами!
З новим роком, мами! — лірична комедія 2012 року, є продовженням фільму «Мами». Як і попередній фільм, який був альманахом з 8 новел, цей складається з 5 новел. Фільм вийшов на екран 27 грудня 2012 року. В одній з новел зіграв французький актор Ален Делон.

## Ролі
| Актор                  | Роль           |
| ---------------------- | -------------- |
| Катерина Вилкова       | Маша           |
| Світлана Іванова       | Лена           |
| Луїза-Габріела Бровина | дочка Маші     |
| Євгенія Каверау        | дочка Олени    |
| Максим Віторган        | чоловік Маші   |
| Костянтин Крюков       | чоловік Олени  |
| Валентина Рубцова      | помічниця Маші |
|                        | та ін.         |

## Знімальна група
- Автори сценарію: Сарік Андреасян, Ольга Антонова, Тигран Бакумян, Леонід Марголін, Олександр Маркін, Еміль Нікогосян
- Режисери-постановники: Артем Аксененко, Сарік Андреасян, Антон Борматов, Дмитро Грачов, Клим Поплавський
- Другі режисери: Євгенія Гладченко, Олена Муромцева, Клим Поплавський
- Оператор-постановник: Антон Зенкович
- Генеральні продюсери: Сарік Андреасян, Гевонд Андреасян, Георгій Малков, Володимир Поляков